# باارزش‌ترین بازیکن

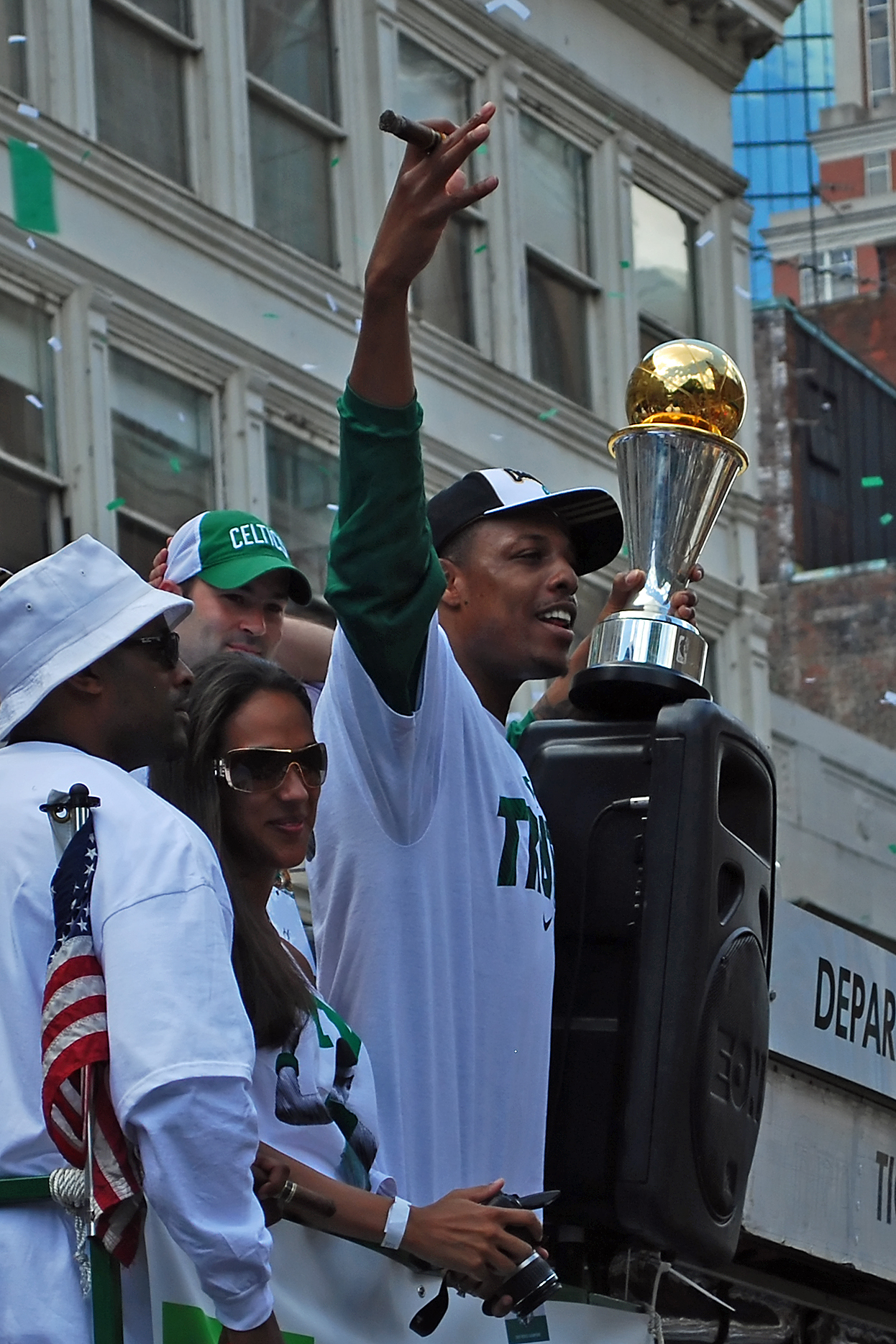
پال پیرس بازیکن ام‌وی‌پی سال ۲۰۰۸

باارزش‌ترین بازیکن (به انگلیسی: Most Valuable Player) یا به‌طور خلاصه ام‌وی‌پی (MVP) جایزه‌ای است که به بهترین بازیکن یا بازیکنانی که بیشترین سهم را در نتیجه بازی‌ها داشته‌اند، در یک تیم، در کل لیگ یا در سری مسابقات داده می‌شود